# MKS Le Soleil Toruń
Międzyszkolny Klub Sportowy „Le Soleil” – polski klub łyżwiarstwa figurowego (synchronicznego) z siedzibą w Toruniu. Od 6 grudnia 2019 roku MKS „Le Soleil” Toruń działa jako stowarzyszenie kultury fizycznej.

## Struktura
W ramach klubu prowadzone są wyczynowe zespoły łyżwiarstwa synchronicznego Team Le Soleil, które do końca 2019 roku były częścią klubu MKS Axel Toruń. Klub prowadzi również zajęcia nauki jazdy na łyżwach dla każdego, letnie oraz zimowe półkolonie oraz obozy sportowe.

## Historia
Pierwsza formacja Team Le Soleil powstała w marcu 2007 roku. Składała się z 10 zawodniczek w wieku 9–12 lat, zapoczątkowując tym samym sekcję łyżwiarstwa synchronicznego w klubie MKS Axel Toruń. Wiele z nich pozostało w środowisku łyżwiarskim, będąc instruktorkami, sędzinami oraz prezesami klubów łyżwiarstwa synchronicznego w Polsce.
Systematyczny wzrost liczby nowych zawodników oraz drużyn doprowadził do przekształcenia sekcji synchronicznej w samodzielny klub łyżwiarski. 6 grudnia 2019 roku ponad 100 aktywnych zawodników utworzyło Międzyszkolny Klub Sportowy „Le Soleil” Toruń.

## Osiągnięcia
Drużyny Team Le Soleil każdego sezonu występują w największych międzynarodowych zawodach łyżwiarstwa synchronicznego w różnych kategoriach wiekowych, zajmując regularnie medalowe miejsca. W ciągu 15 lat funkcjonowania formacji, zespoły zdobyły łącznie 37 złotych medali, 38 srebrnych i 17 brązowych.
W sezonie 2021/2022 drużyna Team Le Soleil w kategorii Junior reprezentowała Polskę, debiutując na Mistrzostwach Świata Juniorów w łyżwiarstwie synchronicznym 2022 w austriackim Innsbrucku, gdzie zajęła 15. miejsce.

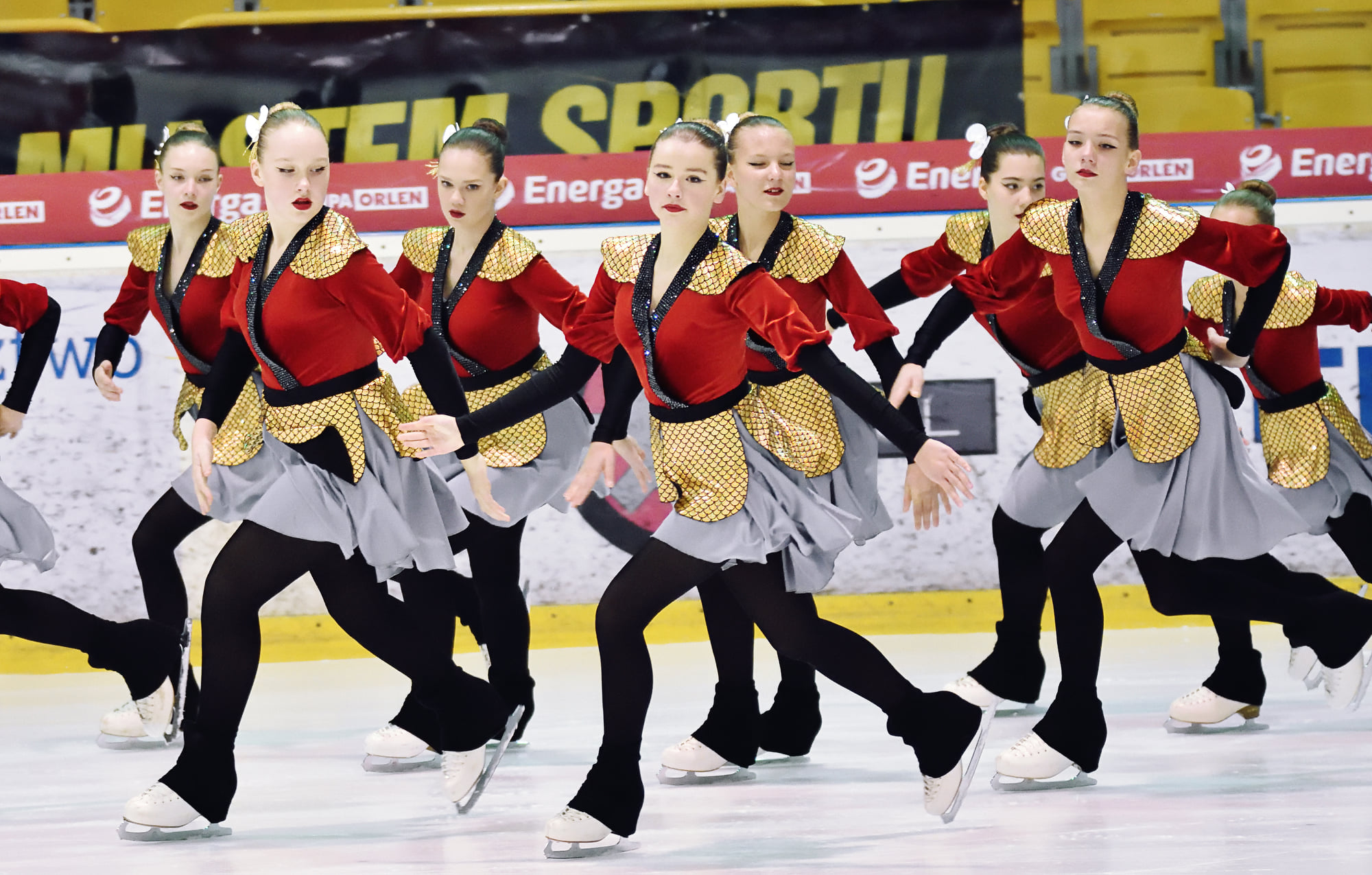
Team Le Soleil kat. Juvenile w sezonie 2021/2022